# Zeche Schinkenbank
Die Zeche Schinkenbank in Essen-Werden-Hamm ist ein ehemaliges Steinkohlenbergwerk. Andere Bezeichnungen waren Zeche Schinkenbank in Hamm und Zeche Schinkenbank in der Honschaft Hamm.

## Bergwerksgeschichte
Am 27. März des Jahres 1790 erfolgte die Belehnung durch den Abt von Werden. Ab dem Jahr 1802 war das Bergwerk in Betrieb. Im Jahr 1806 wurde der Schacht 2 abgeteuft. Im Jahr 1812 waren die Schächte 4 und 5 in Förderung. Im Jahr 1815 waren der Schacht Heinrich und der Schacht Theodor in Betrieb. Im Jahr 1819 war der Schacht Gute Hoffnung in Betrieb. Im Jahr 1823 waren die Schächte Fortuna, Gute Hoffnung und Maas in Betrieb. Im Jahr 1826 war der Schacht Maas in Betrieb. Im selben Jahr wurde mit dem Schacht Christine ein weiterer Schacht abgeteuft. Im Zeitraum von Januar bis zum Mai des Jahres 1828 wurde das Bergwerk in Fristen gelegt. Trotz dieser Maßnahme warf das Bergwerk in diesem Jahr gute Ausbeute ab. Danach war das Bergwerk wieder in Betrieb. Im Jahr 1839 hatte das Bergwerk bereits zwei Stollen. Im März des Jahres 1841 wurde die Zeche Schinkenbank stillgelegt. Im Jahr 1883 wurde die Berechtsame der Zeche Richradt zugeschlagen. Noch vor dem Jahr 1892 wurde die Berechtsame an die Zechen Richradt und Paul aufgeteilt.

## Förderung und Belegschaft
Die ersten bekannten Förderzahlen stammen aus dem Jahr 1802, in diesem Jahr wurden pro Tag acht Ringel Steinkohle gefördert. Die ersten bekannten Belegschaftszahlen des Bergwerks stammen aus dem Jahr 1819, in diesem Jahr waren zwölf Bergleute auf dem Bergwerk beschäftigt. Im Jahr 1830 waren zehn Beschäftigte auf dem Bergwerk, die Förderung lag bei 8530 Scheffeln Steinkohle. Im Jahr 1836 wurden 2286 preußische Tonnen Steinkohle gefördert. Die maximale Förderung des Bergwerks wurde im Jahr 1839 erbracht, in diesem Jahr wurden 9927 preußische Tonnen Steinkohle gefördert. Im Jahr 1840 wurden 4761 ½ preußische Tonnen Steinkohle gefördert. Die letzten bekannten Förderzahlen stammen aus dem Jahr 1841, damals wurden 982 ½ preußische Tonnen Steinkohle gefördert.